# Daniel Hidalgo (escritor)
Daniel Hidalgo Urtubia (Valparaíso, 1983) es un profesor y escritor chileno.

## Biografía
Creció en su ciudad natal.
Como escritor sus obras abordan la realidad social de Valparaíso, en los aspectos apartados de los circuitos habituales, los ámbitos juveniles de culturas alternativas y los espacios asociados a la semi marginalidad. Sus personajes suelen ser jóvenes de elecciones no convencionales, ubicados temporalmente en la década de 1990.
Sus tres primeros libros han sido premiados por el Consejo Nacional de la Cultura y las Artes: en 2007 recibió el premio a la creación literaria joven Roberto Bolaño en género cuento, con su obra La fórmula del fracaso, en 2011 fue galardonado en categoría cuento por Canciones punks para señoritas autodestructivas —sobre este volumen Jorge Baradit dijo: "Es una cachetada, es tragarse una granada de mano y disfrutarlo. Es social porno violence. El video snuff de toda una ciudad"— y en 2016 su primera novela Manual para robar en el supermercado fue distinguida como mejor obra literaria publicada en categoría literatura infantil y juvenil. Su cuentario Fanfiction fue finalista del Premio Municipal de Literatura de Santiago 2019.
Ha escrito columnas, reseñas y entrevistas de  rock y literatura en medios como paniko.cl, Zona de Contacto de El Mercurio, El Mostrador y El Dínamo. También fue director de revista Ciudad Invisible.
Como músico estuvo al frente de Matilde Calavera, una banda de electrocumbia, o tecno tropical.

## Obras publicadas
- Barrio Miseria 221 (1.ª edición). Animita Cartonera. 2007. ISBN 978-956-8625-08-5. Reeditado en Bolivia en 2008,[15] y recreado como texto teatral.[16]
- Canciones punk para señoritas autodestructivas. Das Kapital Ediciones. 2011. ISBN 978-956-8835-10-1. OCLC 867826591. Reeditado por Estruendomudo, 2017. Relatos.[17]
- Manual para robar en el supermercado. Editorial Hueders. 2015. ISBN 978-956-8935-81-8. OCLC 959159073. Novela.[18]
- We Rock: ocho historias rápidas y pesadas. Ediciones B. 2015. ISBN 978-956-9339-40-0. OCLC 892643262. Participación en obra colectiva, junto a Álvaro Bisama y Natalia Berbelagua, entre otros autores.[19][20]
- Fanfiction. Estruendomudo. 2018. ISBN 978-956-9853-17-3. OCLC 1268930917. Relatos.[14]
- El último pogo de Rita Maldita. Santiago de Chile: Planeta. 2021. ISBN 978-956-3608-63-2. OCLC 1250354565. Novela.[21]
- Play Again? Nostalgia y videojuegos. Santiago de Chile. Santiago Ander 2025. ISBN 978-956-9921-49-0. Ensayos.[22]